# Flensburgo
Flensburgo (en alemán: Flensburg; en danés y bajo alemán: Flensborg; en frisón septentrional: Flansborj) es una ciudad del norte de Alemania, en el estado federado de Schleswig-Holstein, muy cerca de la frontera con Dinamarca. Definida como ciudad de distrito libre (Kreisfreie Stadt), es la tercera ciudad más grande y más poblada de Schleswig-Holstein después de Kiel y Lübeck y la ciudad más grande del distrito de Schleswig (y de la región de Schleswig meridional). Flensburgo se encuentra al final del fiordo de Flensburgo y en la frontera norte de la península del Ángel.
Como centro de la minoría danesa en el sur de Schleswig, Flensburgo asumió el papel principal de reconocer a las minorías nacionales luego de la declaración del referéndum en 1920 y de las declaraciones de Copenhague y Bonn en 1955, que contiene muchas instituciones danesas. Una importante minoría de sus 90 000 habitantes habla el dialecto bajo alemán, además de los idiomas alemán y danés. El petuh (petu) es una lengua mixta de Flensburgo, que consta de una mezcla de alemán, bajo alemán y el dialecto juto meridional del danés (Sønderjysk).
Las grandes ciudades más cercanas son Kiel (69 km al sur) y Odense en Dinamarca (92 km al noreste). Flensburgo es la segunda ciudad alemana situada más al norte después de la vecina pequeña ciudad Glücksburg y está a 7 km de la frontera danesa.

## Geografía
Flensburgo se encuentra al norte del estado federal de Schleswig-Holstein en la costa del fiordo de Flensburgo, el llamado puerto, que desemboca en el Mar Báltico. Las áreas urbanas están ubicadas en el lado oeste del fiordo, que se origina en Flensburgo, y en el lado este, que pertenece a la Península de Angeln. El centro de la ciudad se encuentra en el valle del fiordo, los edificios más modernos se ubican en las laderas y los picos de las colinas del puerto circundante. En el noroeste y noreste, la ciudad está rodeada de bosques, en los campos sur, oeste y este. A una distancia de unos 500 m desde el punto más al norte de la línea de la ciudad de Flensburgo se encuentra la frontera del Reino de Dinamarca. Flensburgo es la segunda ciudad más septentrional de Alemania después de la ciudad de Westerland en la isla de Sylt.
En promedio, la altitud en Flensburgo es de aprox. 20 m, en el centro - 12 m. El punto más alto está a una altitud de 63,7 m. Flensburgo cubre un área de 56.38 km². La longitud más larga de norte a sur es de 7.6 km, de oeste a este - 9.6 km. La longitud de la frontera de la ciudad es de 32,0 km.

### Asentamientos vecinos
Lista Flensburgo aldeas vecinas en sentido horario (desde el noreste): Glücksburg, Peso, Maasbüll, Hyurup, Taastrup, Freienwill, Jarplund-Weding, Handewitt y Harrislee. Además, Flensburgo tiene una frontera de agua en el norte con la comuna danesa de Obenro.

### División administrativa
Flensburgo se divide en 13 distritos, cada uno de los cuales se subdivide en varios distritos.

### Imágenes

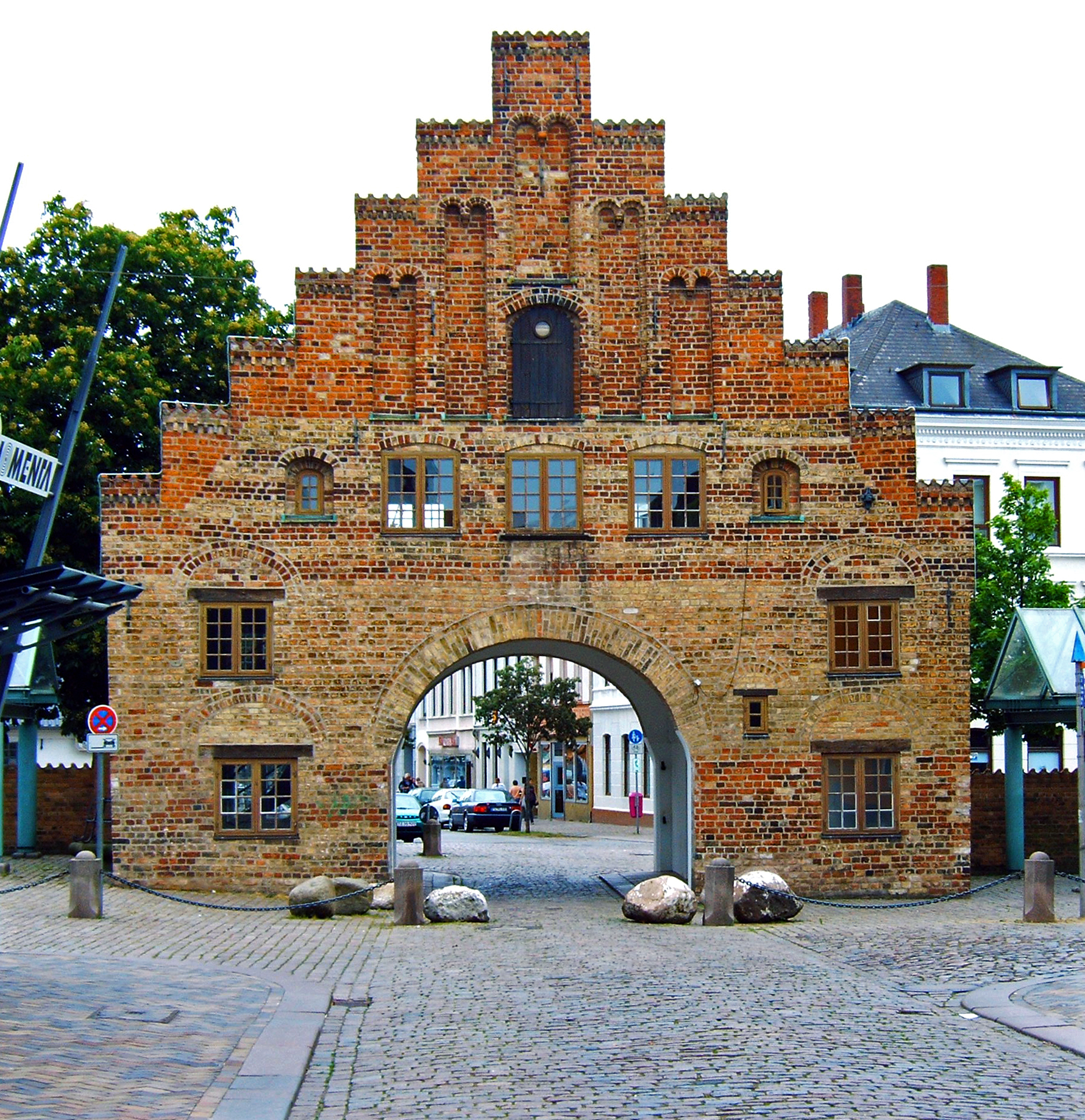
Nordertor
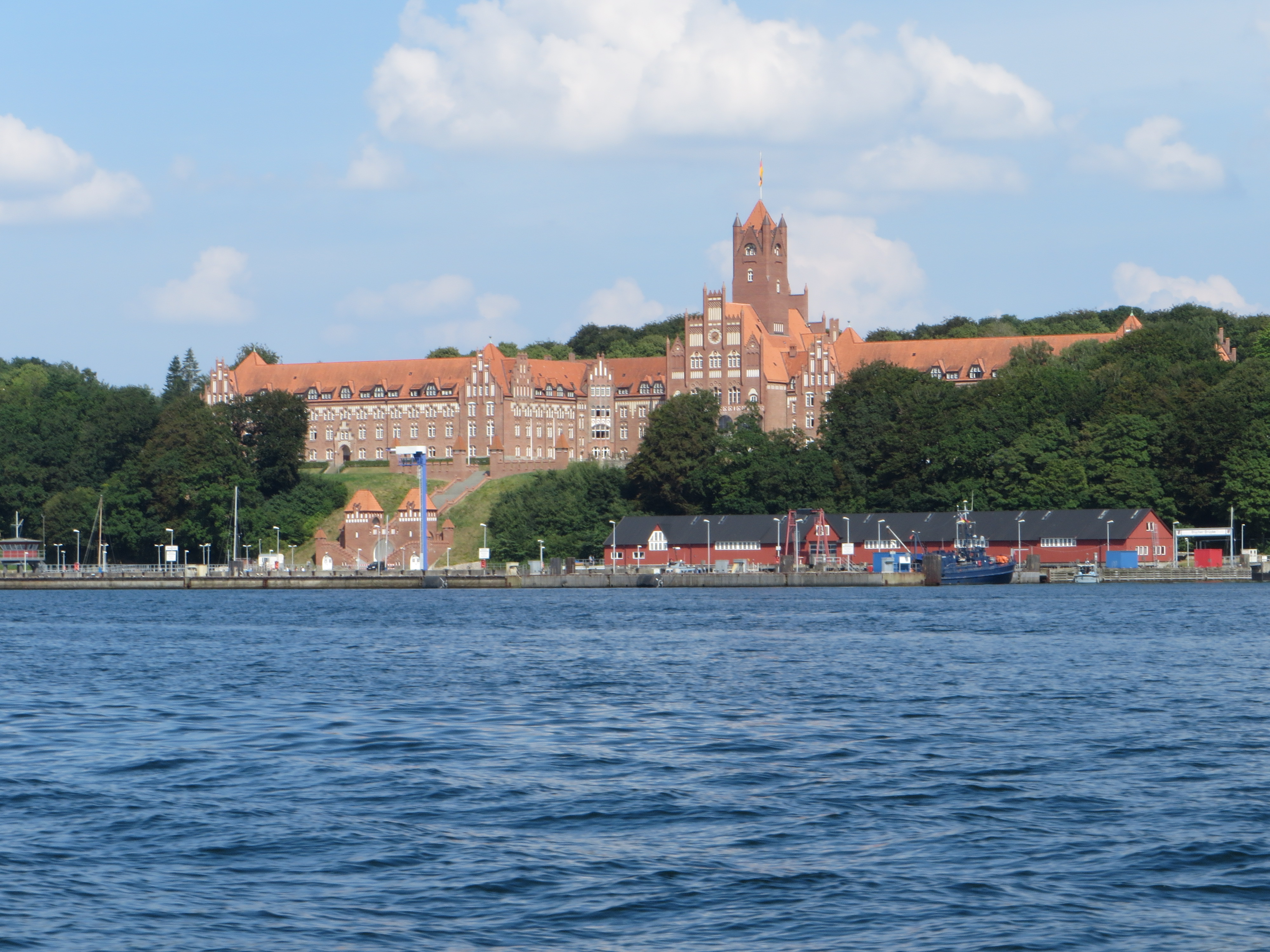
Academia Naval Mürwik (Marineschule Mürwik)
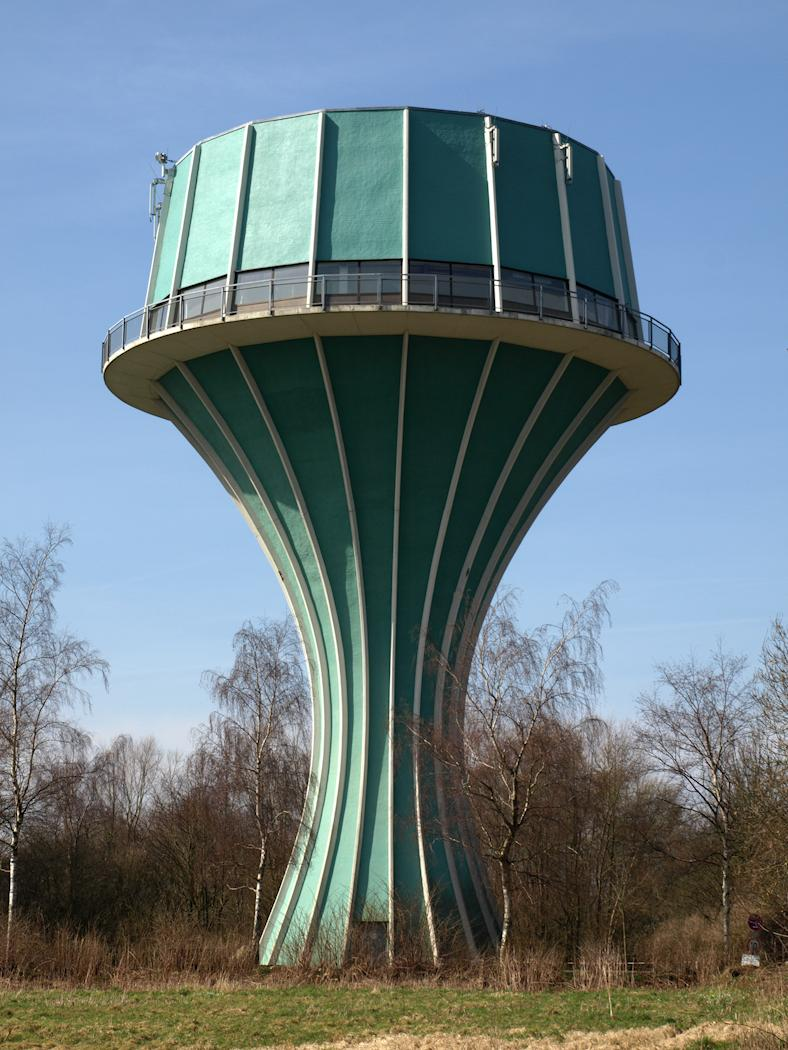
Mürwiker Wasserturm
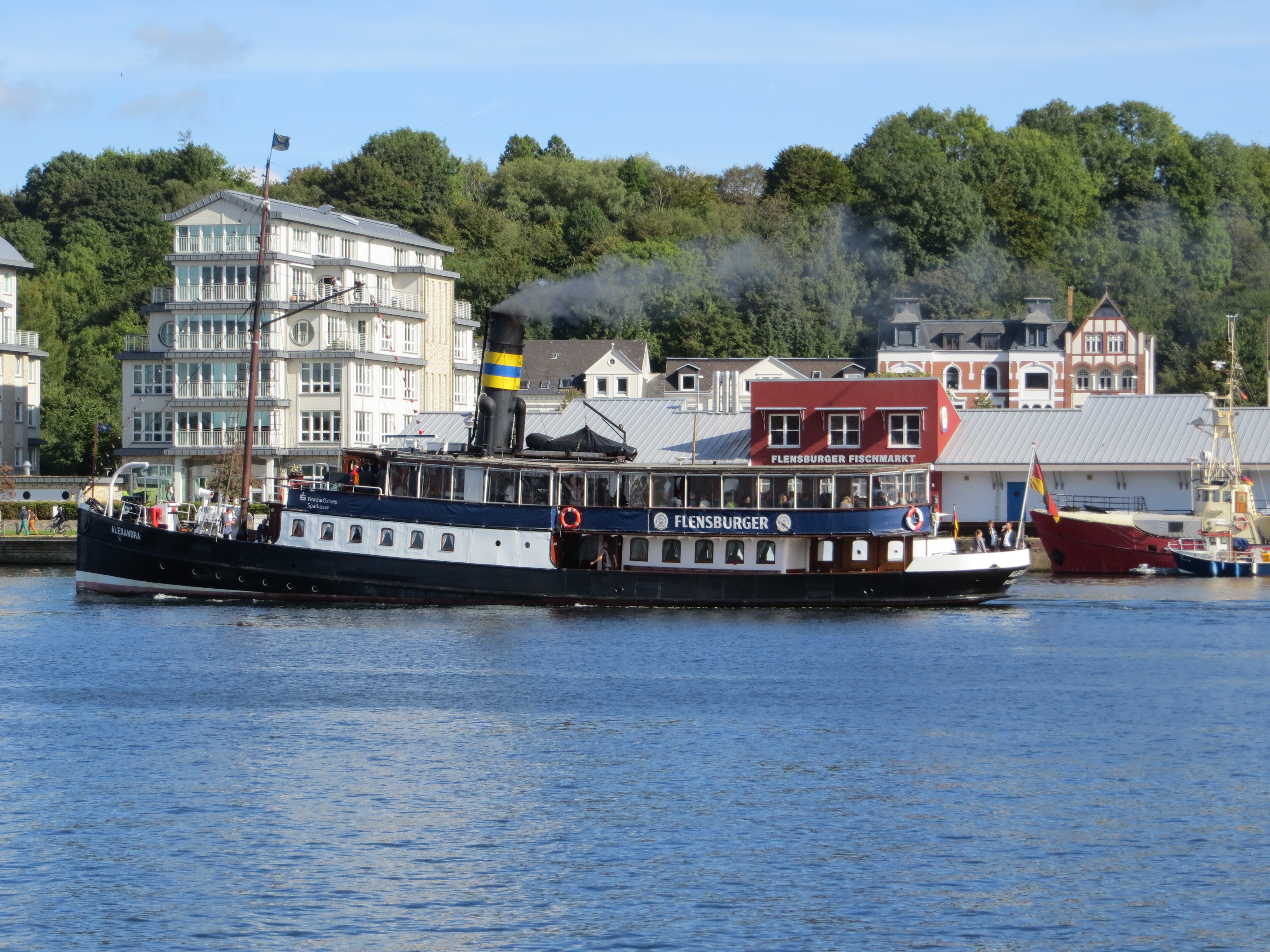
Alexandra
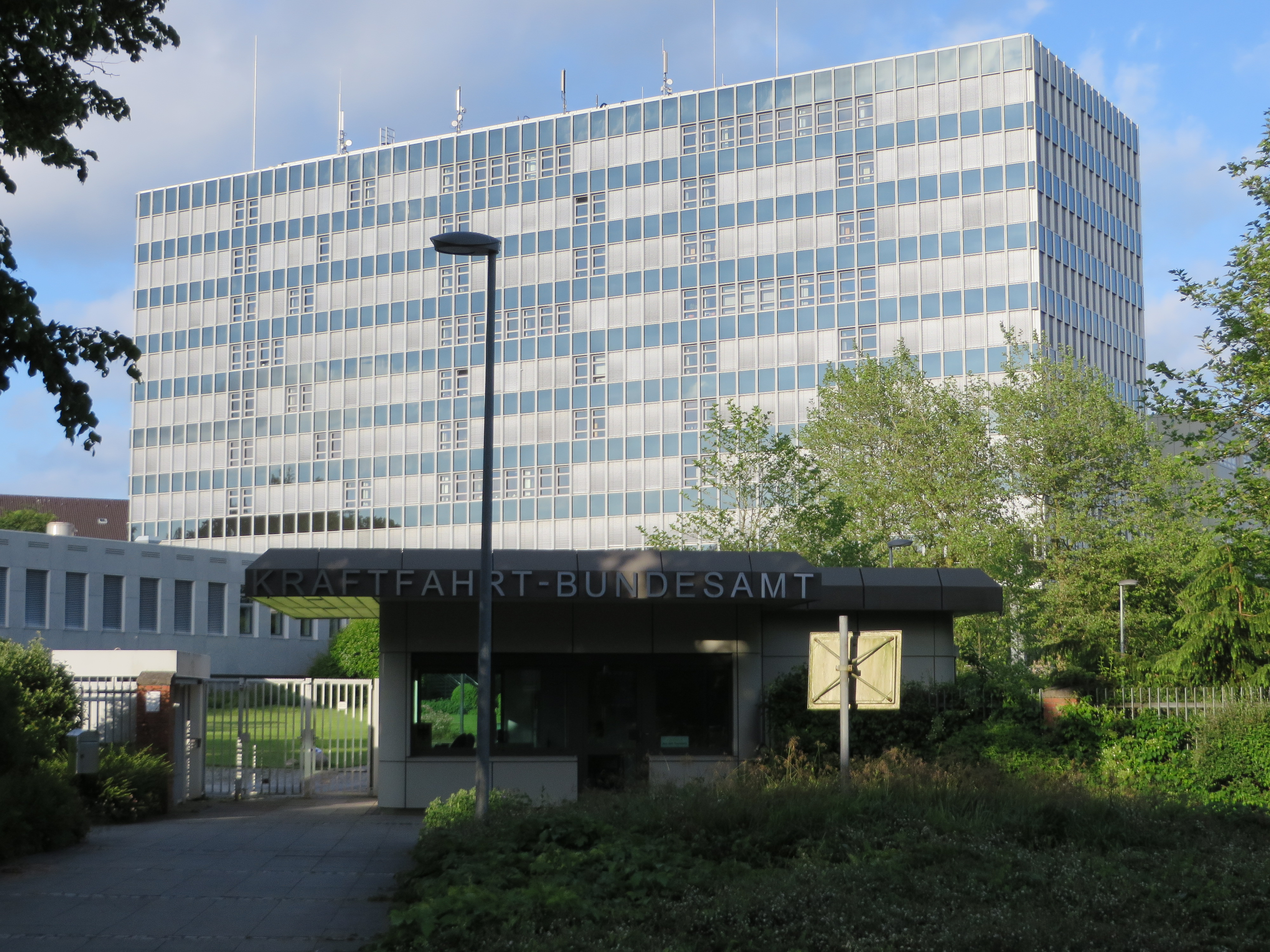
KBA

## Historia

### Edad Media a comienzos de la Edad Moderna
Existen evidencias de asentamientos jutos en este lugar que remontan a mediados del primer milenio. Si bien la primera población propiamente dicha se fundió por colonos daneses en algún momento anteriormente a 1200 en el extremo del firth de Flensburgo. El nombre Flensburg es mencionado por primera vez en un documento de 1248. En 1284, la población recibió los derechos de ciudad de la Corona danesa y rápidamente se convirtió en la más destacada de la región de Schleswig. 
La época de las plagas de finales del siglo XIII afectó especialmente a una ciudad en auge, por su alto ritmo de crecimiento y acogida de migrantes, que llegaban en barcos llenos de ratas grises, que eran portadoras de enfermedades (con sus pulgas como patógeno) como la peste bubónica o la «disentería roja», que mataron a parte considerable de la población local. En 1290 se construyó el hospital de San Jürgen a las afueras de la ciudad para acoger a los muchos leprosos (el mismo que siglos más tarde, en los años 1500, acogería a los enfermos del grave brote de sífilis que afectaba la región).
Sin embargo, la ciudad superaría las adversidades y crecería como un centro importante del comercio en el Báltico. Desde el siglo XIV incluso obtuvo el derecho de acuñar su propia moneda.  Flensburgo nunca formó parte del Sacro Imperio Romano ni de la Liga Hanseática, sino que cambiaba de manos entre los señores de Schleswig y los monarcas daneses (hasta que unos se convirtieron también en los otros). Aun así, su ubicación estratégica entre el Báltico occidental y el norte de Alemania la hacía un objetivo de conquistas de las alianzas formadas, entre otros, por las mencionadas potencias germánicas. Una de las industrias más importantes de la ciudad en la Edad Media era la exportación del arenque, en algún momento incluso en competencia con el mercado de Escania, que la convirtió en destino de comerciantes y objetivo de los intereses de los Estados noreuropeos. Aun así, durante mucho tiempo la ciudad no reflejó su éxito en una mejora de la calidad de vida, como la observada en las ciudades hanseáticas, pocas casas tenían ventanas y los ciudadanos estaban continuamente llamados a arreglar las vías públicas llenando los agujeros con boñiga y cubriéndolos de madera.
En las primeras décadas del siglo XV se produjeron varios acontecimientos que afectaron la historia de la ciudad y de la región. En 1409, la reina danesa —y de la Unión de Kalmar— Margarita I, con el apoyo de su sobrino y sucesor, Erico de Pomerania, en un intento de asegurarse el control danés de la ciudad y del ducado, mandó construir el castillo de Duburg en una ubicación estratégica de la ciudad (sobre una colina llamada Marienberg).  El año siguiente, el 28 de octubre de 1412, la reina moriría a causa de una enfermedad a bordo de su barco que fondeaba en el puerto de Flensburgo. Erico, a su vez, comenzó una guerra comercial en el Báltico contra Holstein y la Liga Hanseática, que terminaría con una victoria de estos últimos. El frente continental de la contienda se libró en el ducado de Schleswig, siendo el objetivo más importante la ciudad amurallada de Flensburgo. El control de la ciudad suponía el control del ducado, que en esos momentos estaba de manos danesas (después de anteriores conquistas de unos y de otros en las dos décadas anteriores). Los holsteinianos querían tener el ducado oficialmente como su feudo particular, y junto con los hanseáticos en 1427 prendieron la conquista de la ciudad. El castillo de Duburg fue el último en rendirse tras varios meses de asedio en difíciles condiciones, tras lo cual perdería sus funciones defensivas y se convertiría en residencia real.
En 1485, un gran incendio arrasó con la ciudad de Flensburgo y sus muchas estructuras de madera. Como otras partes de la región, también era objeto de marejadas ciclónicas en varias ocasiones, aunque no de la intensidad conocida en el litoral del mar del Norte. 
Tras la batalla de Flensburgo, la ciudad se convirtió aún en tiempo del dominio hanseático en una importante ciudad comercial (un punto de distribución en el Báltico de la sal llegada de la antigua ruta entre Luneburgo y Lübeck). Si bien, es durante el declive de la Hansa (siglo XVI) y después de su desaparición, cuando llegaría a ser de las más importantes de la región nórdica. La actividad de los mercaderes flensburgueses se extendía mucho más allá del Báltico y del mar del Norte, con destinos en el Mediterráneo y, más tarde, en Groenlandia y el Caribe. Los productos más comercializados eran el arenque, el azúcar y el aceite de ballena (este último producto de la caza de ballenas en Groenlandia). 
Los tiempos de bonanza tocarían su fin con el estallido de la guerra de los Treinta Años. La ciudad se había hecho protestante antes de la reforma danesa y por tanto bajo mayor influencia alemana tanto cultural como lingüística; mientras que el entorno de Schleswig seguía siendo decididamente danés. Aunque tanto unos como otros lucharon del lado protestante, esta diferencia se haría patente durante la guerra. La invasión de las fuerzas imperiales bajo el mando de Wallenstein en 1627 y 1628, así como la guerra de Torstenson (1643-1645) y las primera y segunda guerras sueco-danesas (1657-1660), infligieron daños considerables a la prosperidad de la ciudad. 

### Segunda Guerra Mundial
Tras la capitulación alemana en la Segunda Guerra Mundial, Karl Dönitz, designado Reichspräsident, continuó actuando como jefe de Estado alemán en esta localidad. Su gobierno en Flensburgo-Mürwik (únicamente controlaba una pequeña área alrededor de este) no fue reconocido por las potencias aliadas y se disolvió cuando sus miembros fueron capturados y arrestados por las fuerzas británicas el 23 de mayo de 1945.

## Cultura

### Deportes
Flensburgo es la sede del equipo de balonmano SG Flensburg-Handewitt.